# Supercoppa italiana 2023 (pallavolo femminile)
La Supercoppa italiana 2023, 28ª edizione della Supercoppa nazionale di pallavolo femminile, si è svolta il 28 ottobre 2023: al torneo hanno partecipato due squadre di club italiane e la vittoria finale è andata per la settima volta, la sesta consecutiva, all'Imoco.

## Formula
La formula ha previsto una gara unica.

## Squadre partecipanti
| Squadra      | Qualificazione                                                 |
| ------------ | -------------------------------------------------------------- |
| Imoco        | Vincitrice Coppa Italia 2022-23/Serie A1 2022-23               |
| Pro Victoria | Finale Coppa Italia 2022-23/play-off scudetto Serie A1 2022-23 |

## Torneo
| 28 ottobre 2023 Modigliani Forum, Livorno Durata: 1h:58 - Spettatori: 7 750 | Imoco | 3 - 1 | Pro Victoria | 26-24, 21-25, 25-23, 25-20 |